# ジェレミー・ラフマン
ジェレミー・ラフマン（Jeremy Loughman、1995年7月22日 - ）は、ユナイテッド・ラグビー・チャンピオンシップ、マンスターに所属するラグビー選手。

## プロフィール
- アメリカ合衆国・リノ出身[1]
- ポジションはプロップ(PR)。
- 身長 185cm、体重 118kg
- U20アイルランド代表に選ばれたことがある[2]。
- アイルランド代表キャップは4（2024年2月現在）でラグビーワールドカップ2023のアイルランド代表に選ばれた[3]。

## 略歴
レンスターを経て、2017年、マンスターに加入。 